# 豊平館
豊平館（ほうへいかん）は、札幌市中央区中島公園内にある西洋館。

## 概要
1880年(明治13年)、今の大通に面する位置に高級西洋ホテルとして開拓使が建造した。最初の利用者は明治天皇で、以後要人の宿泊、祝賀会、各種大会に用いられた。後に公会堂となり、第二次世界大戦中に日本軍、戦後にアメリカ軍に接収された。1958年(昭和33年)に中島公園に移設され、以後は2012年(平成24年)3月まで市営の結婚式場として利用されていた。重要文化財(1964年5月26日指定)。平面積562.194m2。運営費は年間約2800万円。

## 歴史

### 概要
豊平館の設計は、開拓使工業局営繕御用掛の安達喜幸により、工事は大岡助右衛門が請け負った。1879年(明治12年)に建築をはじめ、翌年11月に完成、12月3日に落成式が催された。完成当時、完全な西洋式のホテルは日本にほとんどなかった。
豊平館最初の宿泊客は明治天皇で、札幌行幸のとき、1881年(明治14年)8月30日から9月2日までの4日間、行在所に用いた。これによって開拓使は面目をほどこし、豊平館の格式もあがった。同年11月6日に開拓使は旅館と料理店の経営を民間に委ねた。しかし、天皇が泊まった2階客室に他の人を泊めることをはばかり、1階だけを利用させたため、ただでさえ少ない客室がさらに減ることになり、料金も高く、ホテルとしての利用は低調であった。中央の高官の宿泊のほか、祝賀会や各種式典の場として用いられた。
札幌市の発展とともに式典・大会会場の需要が高まったため、札幌市は1921年(大正10年)に宮内省に願い出て豊平館を譲り受け、1926年(昭和元年)に豊平館の裏に新しい建物を作って連結した。豊平館と新しい建物は市の中心部にある公会堂として盛んに利用された。
昭和初期に、明治天皇ゆかりの場所である豊平館は聖蹟とされた。そして1933年(昭和8年)に国の史蹟に指定された。
豊平館は、第二次世界大戦中に北部軍に利用され、戦後にアメリカ軍に接収された。後にアメリカ軍が三越札幌支店を接収すると、三越にかわりの店舗として貸与された。アメリカ軍が近郊に建設したキャンプクロフォードに移転した1947年(昭和22年)に、札幌市のもとに戻った。以後、新旧の建物は公民館、市民会館として利用された。
長く大通公園の東の端にあった豊平館は、1957年(昭和32年)に中島公園への移築のため解体された。跡地には新しい市民会館が建てられた。移築の対象は明治時代からの古い建物だけで、翌年に建築当時の姿に近い形で復元された。以後の豊平館は、市営の結婚式場として利用されていた。この間、史跡指定は1948年に解除されたが、1964年に明治時代の歴史的建築物として改めて重要文化財に指定された。
2012年4月より2016年6月まで、耐震補強を含む保存修理工事のため、休館していた。工事完了後の利用方法について市は「集客交流資源として積極的に活用していく施設としてリニューアルオープンする予定」としていた。2016年春に札幌市は、6月20日に再オープンし昼間は観覧施設、夜間は貸し室として使用することを発表した。貸し室の用途には、修理工事以前と同様、結婚式の使用が認められている。

### 年表
- 1879年（明治12年）　起工。
- 1880年（明治13年）11月　完成。
- 1880年（明治13年）12月3日　落成式。
- 1881年（明治14年）8月30日-9月2日　明治天皇が宿泊した。
- 1881年（明治14年）11月6日　原田伝也に無償で貸し付けて経営させた。
- 1882年（明治15年）2月　開拓使の廃止にともない、札幌県に移管した。
- 1885年（明治18年）　宮内省に移管した。
- 1910年（明治43年）9月　宮内省が札幌区に豊平館を貸し、区が電気設備を設けた。
- 1921年（大正10年）12月　建物が札幌市に移管した。
- 1926年（大正15年）11月　市の公会堂の建設が始まった。
- 1927年（昭和2年）11月　新公会堂が完成した。
- 1933年（昭和8年）11月3日　国の史蹟に指定された。
- 1943年（昭和18年）2月　北部軍の飛行第一師団司令部に使われた。
- 1945年（昭和20年）10月　進駐軍が接収し、宿舎にした。
- 1946年（昭和21年）　進駐軍が三越札幌店を接収したのに伴い、代替店舗として使用開始。
- 1947年（昭和22年）10月　三越の代替店舗としての使用が終了し、札幌市に返還された。
- 1948年（昭和23年）2月　市による整備が終わり、札幌市中央公民館と改称した。
- 1948年（昭和23年）6月29日　史跡指定を解除された。
- 1949年（昭和24年）9月　札幌市民会館に改称した。
- 1950年（昭和25年）　国が札幌市に敷地を払い下げた。
- 1957年（昭和32年）2月19日　中島公園への移築にともない大通の豊平館解体式。
- 1958年（昭和33年）5月31日　中島公園への移築が完了した。
- 1958年（昭和33年）9月20日　結婚式場として開館した。
- 1964年（昭和39年）5月26日　重要文化財に指定。
- 1982年（昭和57年）　5か年計画の修復事業が始まった。
- 1986年（昭和61年）　修復が完了した。
- 2012年（平成24年）4月1日より保存修理工事を開始し、休館。
- 2016年（平成28年）6月20日よりレンタルスペースとして再オープン。

## 建築

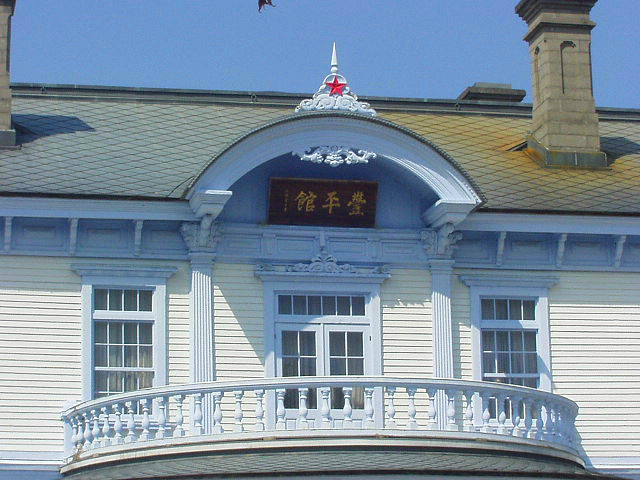
バルコニー（2004年5月）

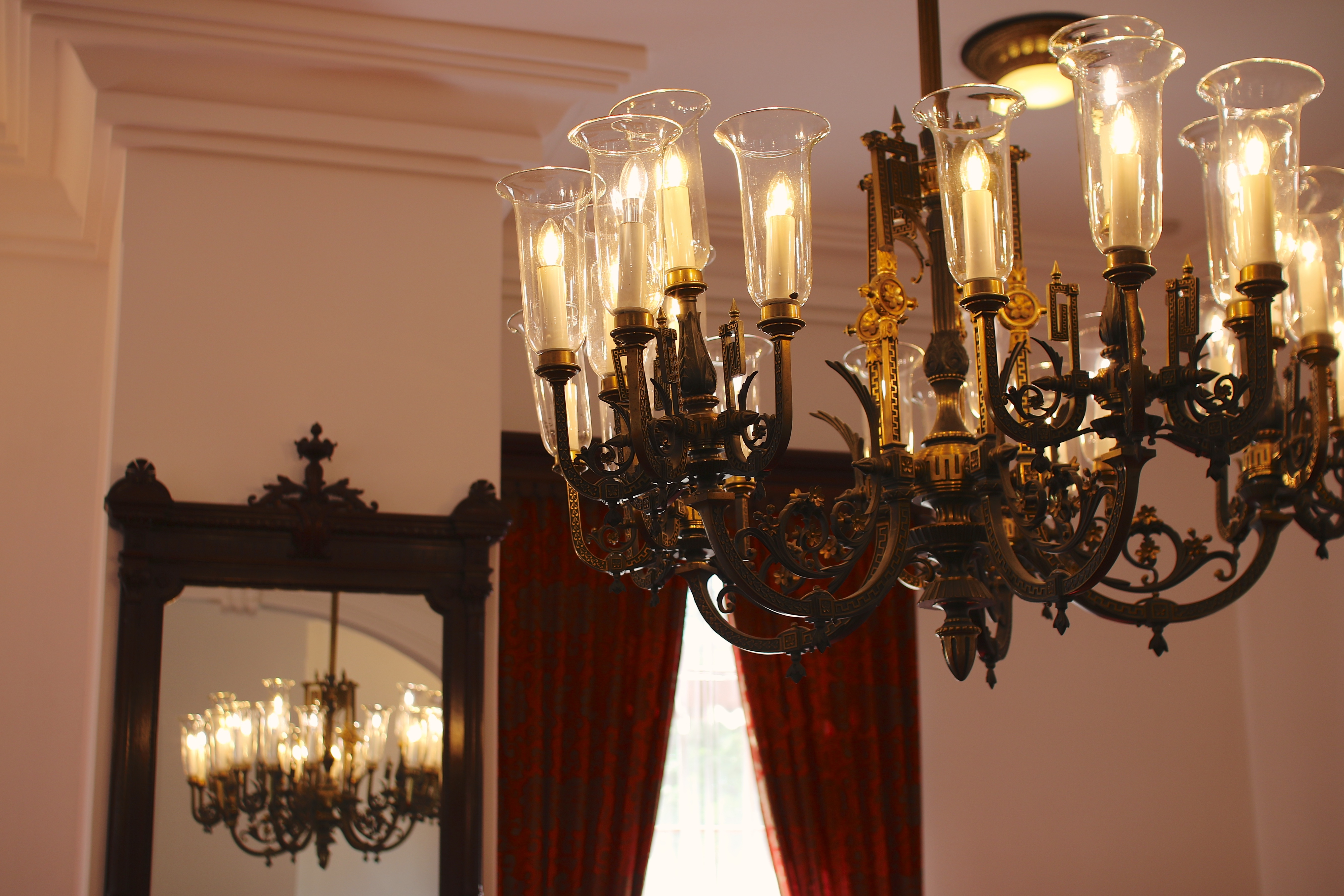
シャンデリア（内部）

豊平館の基調は米国式だが、意匠の細部に和風のモチーフを取り入れている。様々な洋風建築をてがけた開拓使の後期の建築物として、西洋建築を消化しきった水準を示す。文明開化期に建てられたアメリカ様式の建物として、また開拓使による建築として、現存するものの中で最も重要な建築物である。
地上2階、地下1階の洋風建築で、地下は石造、地上は木造で、資材は札幌近郊から調達された。このときの各階の面積は、1階が217坪84（522.06m2）、2階が158坪22（522.06m2）、地階が158坪22（522.06m2）あった。1階には正面ロビーをおき、客室4、食堂、ビリヤードが置かれ、背面に突き出たところに厨房、浴室、便所があった。1階ロビーと2階ロビーは二つの階段で通じ、2階には客室4、宴会場、前室があった。地階にはまた別の厨房が置かれた。食堂、ビリヤード場、宴会場の床は、ダンスパーティーでの利用を想定して、角材を横に並べてボルトで閉じ、分厚い板にしたもので支えられた。また、壁の間に土壁を挿入して防寒を期した。
当初の外観は壁に白を、その他にウルトラマリンブルーを配したものであった。正面玄関には半円形の車寄せを突き出し、その上を柱で支える半円形のバルコニーとした。バルコニーの上に小さなペディメントを設け、ここに富山県高岡市出身の仏師・柳瀬昇司の手による懸魚を配した。全体を洋風で作り上げた豊平館の焦点に、こうして和風の意匠が掲げられている。複雑な装飾はこの中心部に集中し、他はすっきりした線で構成されている。なお、バルコニー上部にある「豊平館」の扁額は、2階ロビーにある三条実美（建造当時の太政大臣）の書額を模したものである。
1958年の移築の際に、結婚式場としての利用のために内部がいくつか変更された。大きなところでは、地階がコンクリート造りになり、客室の一つが水洗便所に変わり、その他客室・寝室などの部屋の間取りが変わった。移築時にみつかった特殊な床構造と土壁は再現されなかった。1982年から1986年に創建時の姿に近づける修復がなされた。この時に、それまで他の色に塗られていたウルトラマリンブルーが復活した。
2012年から実施された修復工事に際しては、一部で建築当時の間取り（ホテルの客室）が再現されている。

## アクセス
- 地下鉄南北線、中島公園駅より徒歩5分
- 市電、中島公園通停留場より徒歩5分

## 観覧
2016年6月の再オープン時点では以下の内容である。
- 観覧時間：9:00- 17:00
- 休館日：第二火曜日
- 料金：大人300円、中有学生以下無料。団体（20人以上）の場合は大人270円。